# John Callahan's Quads!
John Callahan's Quads! o simplemente Quads (Tullidos en el doblaje de Latinoamérica) es una serie de televisión animada para adultos canadiense-australiana creada por John Callahan y producida por Nelvana. Es una de las primeras series de televisión animadas realizada completamente con el programa Macromedia Flash.

## Argumento
La historia empieza cuando un personaje llamado Raily O'Raily es atropellado por un vehículo al intentar cruzar una calle ebrio. Como consecuencia del accidente perdió la capacidad de caminar, por lo que deberá estar en silla de ruedas de por vida. Sin embargo no todo es malo: es llevado a una mansión lujosa donde le espera una nueva novia, además de amigos que, por sus respectivas debilidades físicas o emocionales, están en una situación similar a la de él: Un personaje gay, uno de color que es ciego, un sujeto del que sólo quedó su cabeza (pero está vivo) y uno que tiene garfios en vez de manos.
Como dato curioso, el creador de la serie, John Callahan), hizo otra serie con un protagonista en condiciones similares: Pelswick. Se distinguen en que Quads maneja humor adulto mientras Pelswick está orientada a todas las edades.

## Personajes
- Reilly O'Reilly
- Franny
- Spalding
- Blazer
- Lefty
- Fontaine
- Griz
- Mort Bromberg
- Liz Bromberg
- Deborah
- Sister Butch

## Emisión
La serie se emitió por primera vez en febrero del año 2001 hasta mayo de 2002, dando un total de 26 episodios divididos en dos temporadas de 13 episodios cada una. Fue transmitida por Teletoon de Canadá en el bloque para adultos The Detour on Teletoon y por SBS de Australia; en América Latina fue estrenada en el año 2004 por el desaparecido canal Locomotion, presentada como Quads con doblaje hecho en España;  posteriormente fue retransmitida por Adult swim de Latinoamérica con doblaje realizado en México, presentada como Tullidos.
| Temporada | Temporada | Episodios | Emisión en Teletoon     | Emisión en Teletoon   |
| Temporada | Temporada | Episodios | Primera transmisión     | Última transmisión    |
| --------- | --------- | --------- | ----------------------- | --------------------- |
|           | 1         | 13        | 2 de febrero de 2001    | 20 de abril de 2001   |
|           | 2         | 13        | 7 de septiembre de 2002 | 19 de octubre de 2002 |

## Música
- Opening:

My Life Such as it is (Paralyzed for Life)
- Ending:

My Life Such as it is (Instrumental)